# Sittee River (Dorf)
Sittee River Village ist ein Dorf am Sittee River im Stann Creek District von Belize. 2010 hatte der Ort 154 Einwohner.

## Geographie
Sittee River Village liegt am Unterlauf des Sittee River, beziehungsweise auf einer Landzunge östlich der Flussmündung. Das Gebiet gehört zum Freetown Area und der nächste Ort ist Hopkins im Norden.
Im Süden liegt die Anderson’s Lagoon. In der Umgebung liegen einige der höchsten Mangrovenwälder von Belize. An einer Kurve des Flusses liegt die Sittee River Marina.

## Geschichte
Der Hurrikan Iris verursachte 2001 schwere Überflutungen.
Im Sittee River Village befindet sich auch die Serpon Sugar Mill, Ruinen einer Zuckerfabrik aus dem 19. Jahrhundert.